# Wiener Frauen (Lehár)
Wiener Frauen ist eine Operette in drei Akten des Komponisten Franz Lehár und der Librettisten Hans Bergler alias Ottokar Tann-Bergler und Emil Norini. Das Werk basiert auf der Komödie Der Schlüssel zum Paradies und trug zwischenzeitlich die Arbeitstitel Der Klavierstimmer bzw. der Clavierlehrer. Die Uraufführung fand am 21. November 1902 im Theater an der Wien in Wien unter Mitwirkung des damaligen Theaterstars Alexander Girardi statt. Das Werk war Lehárs erste Operettenarbeit, die allerdings zeitgleich mit dem Rastelbinder komponiert wurde.

## Handlung
Claire ist die Verlobte des wohlhabenden Philip Rosner. Vor vielen Jahren war sie in ihren damaligen Klavierlehrer Willibald Brandl verliebt. Dieser hatte sie mit einem unwiderstehlich gesungenen Walzer betört. Die beiden planten damals eine gemeinsame Zukunft, wozu es aber nicht kam, weil Willibald nach Amerika verschwand. Claire hatte zwischenzeitlich erfahren, Willibald sei ertrunken. Schließlich verliebte und verlobte sie sich mit Philip Rosner. Kurz vor der Heirat hört sie aus einem Nebenraum jenen Walzer, den Willibald einst gespielt hatte.  Ihr wird unvermittelt klar, dass Willibald noch am Leben ist und aus dem fernen Amerika nach Wien zurückgekehrt ist. Nun ist sie zwischen den beiden Männern hin- und hergerissen und verschiebt zunächst die geplante Hochzeit mit Philip, auch weil sie sich noch an einstige Versprechen gegenüber Willibald gebunden fühlt. Natürlich ist Philip von dieser Entwicklung nicht begeistert. Er unternimmt alles, um Willibalds Aufmerksamkeit von Claire abzulenken. Dazu müssen Fini, Lini und Tini, die drei Töchter des böhmischen Musiklehrers Nechledil, herhalten, die man mit Willibald zu verkuppeln sucht. Nun ist Claire verärgert, wohl auch weil Willibald den drei Töchtern gegenüber nicht immun zu sein scheint. Letztlich treffen sich alle Beteiligten bei einem Anwalt, um einen Ausweg aus der Situation zu finden. Bei dieser Gelegenheit teilt Willibald den verblüfften Anwesenden mit, dass er bereits in Amerika geheiratet habe und seine Frau eine aus dem Kongo stammende Afro-Amerikanerin sei. Alle außer dem Stubenmädel Jeanette sind entsetzt. Die Lage klärt sich aber, weil der Anwalt herausfindet, dass Willibalds Frau längst die Scheidung beantragt hat. Willibald, der sich inzwischen in Jeanette verliebt hat, erklärt sofort seine Zustimmung zur Scheidung. Danach klärt sich alles auf. Claire heiratet wie geplant ihren Philip und Willibald seine Jeanette.

## Musiknummern
Die bekanntesten Musiknummern wurden beim Label CPO auf einer CD mit den Highlights der Operette herausgebracht. Es spielen und singen das WDR Rundfunkorchester unter Helmuth Froschauer und der WDR Rundfunkchor. Die Sängerinnen und Sänger sind Anke Hoffmann, Anneli Pfeffer, Peter Minich, Thomas Dewald, Boris Leisenheimer und Elsbieta Kavelage. Folgende Nummern sind auf dieser CD zu hören:
- Nr. 1 Lied der Jeanette
- Nr. 2 Lied des Philipe:  Zwei müssen sein
- Nr. 4 Entree des Willibald Brandl: Die Häuser baun sie himmelwärts
- Nr. 5 Entree der Claire:  Aber trotz ach und weh
- Nr. 7 Brautchor
- Aus Nr. 8 Duett: Endlich allein
- Nr. 9 Quadrille
- Nr. 10 Böhmisches Lied: Wo die Moldau majestätisch rauscht
- Nr. 11 Duett: Ist guter Will auf beiden Seiten
- Nr. 12 Spanische Romanze: Schöne Rose
- Nr. 15 Lied des Philipes: Schöne Frauen (im Original hieß es noch Wiener Frauen)
- Nr. 16 Duett: Aber es geht nicht
- Nr. 17 Nechledil-Marsch

## Rezeption
Diese Operette hatte zwar bei der Uraufführung und kurz danach guten Zuschauerzuspruch. Das lag vor allem an Alexander Girardi, der es wie schon seit Jahrzehnten schaffte, sein Publikum zu begeistern. Damals arbeitete er noch mit Lehár zusammen. Später brach er mit dem Komponisten, dessen spätere Werke besonders ab der Lustigen Witwe er als seelenlose Hüpfoperetten bezeichnete. Unabhängig davon ließ die Begeisterung über dieses Werk bald nach. Das parallel komponierte Werk Der Rastelbinder, das am Wiener Carltheater uraufgeführt wurde, hatte deutlich mehr Erfolg (die Existenz bzw. die zeitnahe Uraufführung in einem Konkurrenztheater dieser zweiten Lehár-Operette führte übrigens im Theater an der Wien zu Verärgerungen). Lehárs erste Operette wurde 1903 in Budapest in einer ungarischen Version aufgeführt. Die erste belegte Aufführung in Deutschland fand am 20. Oktober 1906 in Leipzig statt. Allerdings war das Werk bei dieser Aufführung schon umgearbeitet worden. Es hieß nun Der Schlüssel zum Paradies und spielte nicht mehr in Wien, sondern in Paris. Einige Musiknummern wurden damals gestrichen, andere neu hinzu komponiert. Auch einige Rollennamen wurden ins Französische abgeändert. Dauerhafter Erfolg blieb auch dieser Version versagt. Heute werden gelegentlich noch einige Nummern bei Konzerten aufgeführt. Als Ganzes wird das Werk, gleich in welcher Fassung, nur noch sehr selten gespielt, jedoch kam es im Sommer 2022 beim Lehár Festival Bad Ischl zur Aufführung, mit Sieglinde Feldhofer als Claire, Thomas Blondelle als Philip und Susanna Hirschler als Frau Schwott.

## Trivia
Das Couplet, das sich hinter dem Nechledil-Marsch verbirgt, war ursprünglich für die Rolle des Nechledil vorgesehen. Daher trägt es bis heute diesen Namen. Allerdings  hat Alexander Girardi noch vor der Uraufführung des Werks darauf bestanden, dieses Lied zu singen, auch wenn es in der Partitur nicht für ihn (er spielte die Rolle des Willibald) vorgesehen war. Der Erfolg gab ihm schließlich Recht. Er hatte damit einen weiteren Erfolgsschlager gelandet.

## Aufnahmen
- 2023: Sieglinde Feldhofer, Thomas Blondelle, Gerd Vogel, Chor des Lehár Festivals Bad Ischl, Franz-Lehár-Orchester, Dirigent Marius Burkert, classic production osnabrück[3]